# Sarcophaga bellae
Sarcophaga bellae är en tvåvingeart som beskrevs av Andy Z. Lehrer 2000. Sarcophaga bellae ingår i släktet Sarcophaga och familjen köttflugor.
Artens utbredningsområde är Israel. Inga underarter finns listade i Catalogue of Life.